# Bennie Moten
Bennie Moten (Kansas City, 1894. november 13. – Kansas City, 1935. április 2.), amerikai dzsesszzongorista, zenekarvezető.

## Pályafutása
Bennie Moten a Kansas City Orchestra elnevezésű big band vezetője volt az 1920-as években. Ez volt a Közép-Nyugat legfontosabb blues-alapú zenekara, ami hozzájárult ahhoz a a riffelő stílushoz, ami meghatározta az 1930-as évek big bandjeit.
1935-ben egy sikertelen mandulaműtét következtében hunyt el.

## Híresszving-felvételek
- Toby
- Moten Swing
- The Blue Room
- Imagination (ének: Sterling Russell Trio)
- New Orleans (Hoagy Carmichael song) (ének: Jimmy Rushing)
- The Only Girl I Ever Loved (ének: Sterling Russell Trio)
- Milenberg Joys
- Lafayette
- Prince of Wails
- Two Times (ének: Josephine Garrison)